# Muntanya de Can Fonoll
La Muntanya de Can Fonoll és una serra situada al municipi d'Arbúcies, a la comarca de la Selva, amb una elevació màxima de 579 metres.